# Ophirodexia
Ophirodexia  (лат.) — род тахин подсемейства Dexiinae.

## Описание
Длина дела около 12 мм. Глазные щетинки слабо развиты. Ширина лобной полоски не больше ширины темени и не меньше размера глазного треугольника. У самца пульвиллы и коготки на лапках, короче пятого членика лапок. Брюшко цилиндрическое. Синтергит (два первых сегмента) с двумя срединными щетинками по заднему краю. В центральной части третьего тергита 2-3 пары щетинок одинакового размера. Особенности биологии не известны.

## Классификация
Первоначально описан как монотипический род с единственным видом Ophirodexia pulchra. В 2021 году в этот род перенесено еще два вида. Ранее считавшийся самостоятельным род Tromodesiopsis, включавший единственный вид Т. atrifrons, сведен в синонимы к Ophirodexia.
- Ophirodexia atrifrons (Wiedemann, 1830)
- Ophirodexia pulchra Townsend, 1911
- Ophirodexia semirufa (van der Wulp, 1891)

## Распространение
Встречается в Центральной (Мексика) и Южной Америке (Перу).